# بن آرمور
بن آرمور (انگلیسی: Ben Armour؛ زادهٔ ۱۷ آوریل ۱۹۹۸) بازیکن فوتبال اهل بریتانیا است.
از باشگاه‌هایی که در آن بازی کرده‌است می‌توان به باشگاه فوتبال کویینز پارک اشاره کرد.